# Kiejstut i Witold więźniami Jagiełły
Kiejstut i Witold więźniami Jagiełły – obraz olejny namalowany przez polskiego malarza Wojciecha Gersona w 1873 roku, znajdujący się w zbiorach Muzeum Sztuki w Łodzi.

## Opis
Obraz Gersona przedstawia wydarzenie, które miało miejsce podczas wojny domowej w Wielkim Księstwie Litewskim, pomiędzy Jagiełłą, ówczesnym wielkim księciem Litwy a jego kuzynem Witoldem. W sierpniu 1382 roku armie Kiejstuta (ojca Witolda) i Jagiełły spotkały się pod Trokami, lecz nie doszło do decydującej bitwy między nimi, bowiem obie strony zgodziły się na negocjacje. Gdy Kiejstut i Witold przybyli do obozu Jagiełły, zostali przez niego pojmani i wysłani do zamku w Krewie. Kiejstut po kilku dniach zmarł w wyniku morderstwa lub samobójstwa, natomiast Witoldowi w kobiecym przebraniu, udało się uciec z zamku jesienią 1382 roku.
Po lewej stronie płótna, na pierwszym planie widoczny jest Kiejstut, który wznosi lewą rękę w górę, wzywając zemsty niebios na zdrajców, którzy go uwięzili. Przed nim klęczą syn i synowa, Anna. Witold, zrozpaczony, zakrywa twarz prawą ręką, przepełniony żalem, że namówił ojca do zaufania Jagielle, natomiast Anna błagalnym gestem i spojrzeniem prosi Jagiełłę o litość. Za Kiejstutem znajdują się Tatar, który chce go zakuć w kajdany, powstrzymujący go przed tym brat Jagiełły, Wigunt oraz zrozpaczeni synowie Kiejstuta, Patryk i Zygmunt. Po prawej stronie, na pierwszym planie widoczni są stronnicy Jagiełły, jego bracia: Korybut, Włodzimierz, Lingwen i Korygiełło. Za nimi, przy książęcym krześle, stoi Jagiełło w zielonej szacie, z groźnym spojrzeniem i lewą ręką na rękojeści szabli, oczekujący na uwięzienie stryja i kuzyna. Za plecami wielkiego księcia stoi cześnik Proksza, który utwierdza go w podjętej decyzji i kciukiem lewej ręki wskazuje na krzyżaków stojących przy wejściu do namiotu, którzy wówczas byli sojusznikami Jagiełły. Dopełnieniem kompozycji są widoczne u dołu obrazu kołczan ze strzałami, szyszak i szabla.